# Кун, Адам
Адам Якоб Кун (англ. Adam Coon; род. 14 ноября 1994, Fowlerville, Мичиган) — американский борец греко-римского стиля, серебряный призёр чемпионата мира 2018 года.

## Биография
В 2011 году стал чемпионом мира среди юношей в весовой категории до 120 кг.
В 2014 году стал бронзовым призёром чемпионата мира среди юниоров в весовой категории до 100 кг.
В 2018 году на чемпионате мира в Будапеште в весовой категории до 130 кг завоевал серебряную медаль, уступив в финальной схватке россиянину Сергею Семёнову.